# Harald Michel
Harald Jürgen Michel (* 13. April 1949 in Neustadt an der Orla; † 11. April 2017 ebenda) war ein deutscher Politiker (CDU).
Der Diplomlehrer Michel rückte am 13. November 2003 für den Abgeordneten Jörg Kallenbach in den Thüringer Landtag nach, dem er bis zum Ende der Legislaturperiode im Juni 2004 angehörte. Er war dort Mitglied im Ausschuss für Wirtschaft, Arbeit und Strukturpolitik, im Ausschuss für Wissenschaft, Forschung und Kunst sowie im Haushalts- und Finanzausschuss. Außerdem war er Mitglied im Untersuchungsausschuss 3/2 „Geschäftsführung der Thüringer Straßenwartungs- und Instandhaltungsgesellschaft mbH (TSI), Aufsichtstätigkeit der Landesregierung über die Geschäftsführung der TSI und Effektivität der TSI“.